# خطة تونس الثامنة
خطة تونس الثامنة هي مشروع اقتصادي تنموي نفذته الحكومة التونسية من عام 1991 إلى 1995.